# Arterija gornje čeljusti
Arterija gornje čeljusti (lat. arteria maxillaris) je parna krvna žila koja oksigeniranom krvlju opskrbljuje duboke strukture lica, gornje i donje zube, stijenke nosne šupljine, nepce i dio tvrde moždane ovojnice. 
Arterija gornje čeljusti je veća od dviju završnih grana vanjske arterije glave (lat. arteria carotis externa), polazi iz vrata donje čeljusti (lat. mandibula), u svom tijeku prolazi kroz doušnu žlijezdu (lat. glandula parotis), kroz lat. fossa pterygopalatina, i završava kao lat. arteria sphenopalatina.

## Ogranci
Arterija gornje čeljusti daje brojne ogranke:
- u prvom, mandibularnom dijelu (lat. pars mandibularis):
  - lat. arteria auricularis profunda
  - lat. arteria tympanica anterior
  - lat. arteria meningea media
  - lat. arteria alveolaris inferior
  - lat. ramus accessorius arteriae meningeae mediae

- drugi, pterigoidni dio (lat. pars pterygoidea):
  - lat. arteria masseterica
  - lat. rami pterygoidei
  - lat. arteria temporalis profuda (anterior et posterior)
  - lat. arteria buccalis

- treći, sfenomaksilarni dio (lat. pars sphenomaxillaris):
  - lat. arteria sphenopalatina (završna grana)
  - lat. arteria palatina descendes
  - lat. arteria infraorbitalis
  - lat. arteria alevolaris posterior superior
  - lat. arteria canalis pterygoidei